# Марра
Ма́рра — потухший вулкан на плато Дарфур на западе Судана, наивысшая гора страны.
Он расположен в федеральных штатах Северный Дарфур и Южный Дарфур между городом Эль-Фашер и границей с Чадом.
Плато Марра охватывает площадь 1500 км² и имеет высоту от 1500 до 3088 м над уровнем моря.
Марра окружён каменистой пустыней, в центре вулкана расположены два озёра Дериба. Последнее извержение произошло приблизительно в XX веке до н. э.

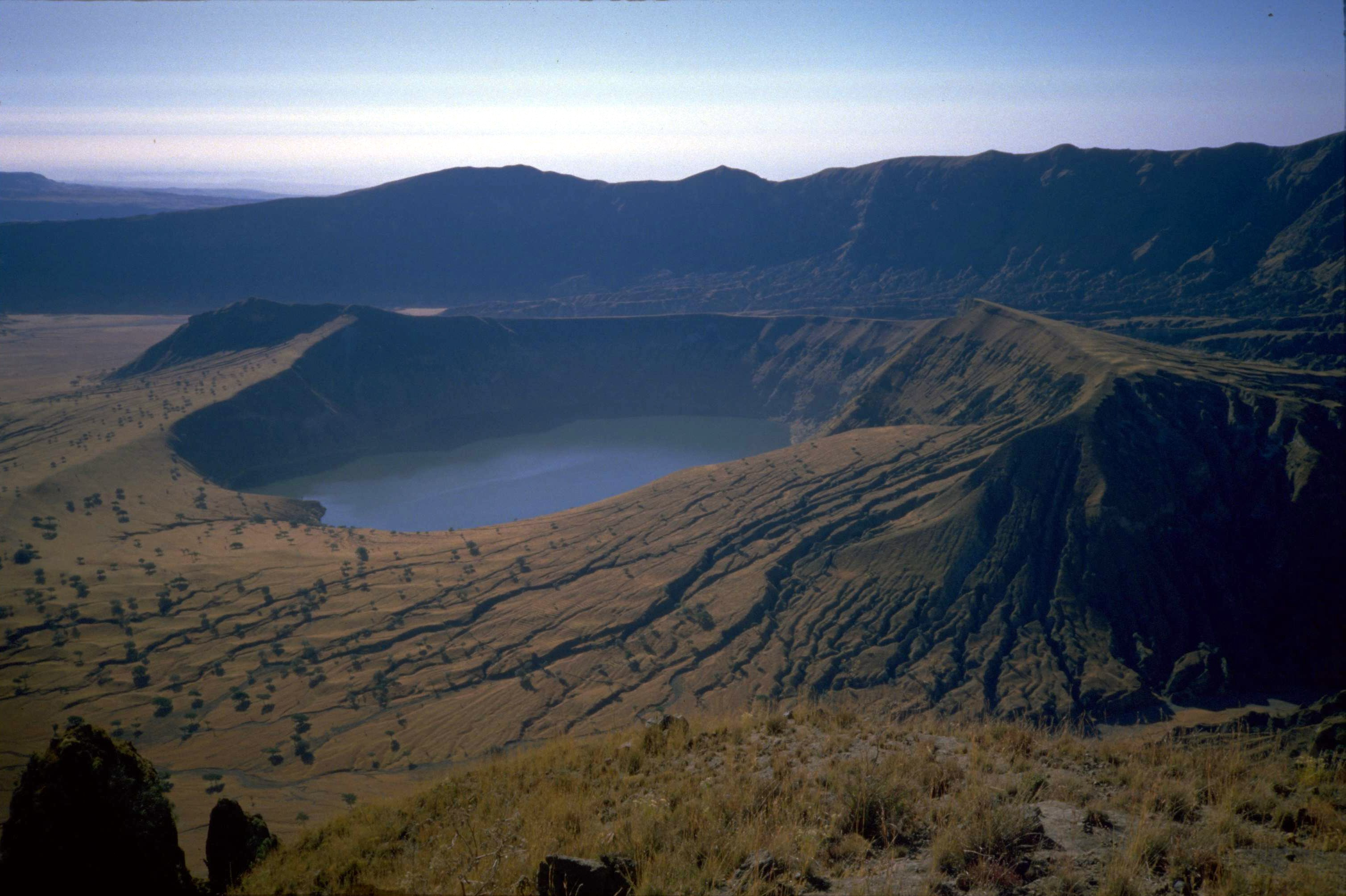
Внутренний и внешний кратер. Озёра Дериба

#### Озера Джебель Марра
H. Заметки Ф. К. Хоббсаy об озёрах Джебель-Марры, сделанные в 1918 году, свидетельствуют о том, что два озера в Дерибе (единственные, насколько ему известно, в Марре) располагались на высоте 1700 футов над уровнем моря. Они занимали амфитеатр диаметром около 3-4 миль, образованный круговым (или слегка овальным) рядом круто наклонных возвышенностей высотой от 800 до 2000 футов над поверхностью.
Соленое озеро, известное местным жителям как «женское», было большим из двух и занимало северо-восточный угол амфитеатра. Его длина составляла около 1950 ярдов, ширина — 1350, а окружность — около 3 миль. Вода в этом озере была очень соленой, грязной, зеленоватого цвета и имела неприятный едкий запах. Значительный слой соли отмечал отметку высокой воды, а берега, за исключением северной части, постепенно спускались в мягкую, сочащуюся, сильно пахнущую грязь. Из-за нехватки времени Хоббс не стал проводить эхолоты, но сделал вывод, что озеро, вероятно, не очень глубокое, за исключением, возможно, крайней северной части. Он выполнил полный траверс по призматическому компасу, пройдя все расстояния с небольшой погрешностью, что дало относительно точные результаты.
Второе озеро, известное как «мужское», находилось примерно в полумиле к югу от соленого озера и содержало более или менее пресную воду. Его длина составляла около 1 550 ярдов, ширина — 900 ярдов, а окружность — около 1 000 ярдов, и оно образовывало центр большого кратера, несомненно, вулканического происхождения. Бока кратера почти перпендикулярно поднимались из воды, достигая высоты от 400 до 700 футов, за исключением северной стороны, где обод кратера был значительно ниже, обеспечивая более плавный спуск к воде. Вода в этом озере, как и в соленом, была зеленоватой, чистой, прозрачной и имела легкий запах серы. Образец, взятый для анализа, разбился вместе с последней бутылкой виски.
Не имея времени на проведение эхолота или полный обход второго озера, Хоббс полагался на призматический компас и карманный дальномер для большинства измерений расстояния. Эти данные считались приблизительными. Жители Джебель-Марры относились к озеру с суеверием и страхом, веря в его мистические свойства. Лишь немногие местные жители действительно посещали его, но считалось, что оно населено привидениями, является оракулом, которому задают вопросы и получают ответы по цвету воды в определённое время.
В записках также подробно описывается восхождение Хоббса на юго-западную вершину 13 марта 1918 года. Несмотря на первоначальные заявления местных жителей о том, что здесь нет тропы, в конце концов, были найдены проводники, которые провели экспедицию по хорошо протоптанной тропе через самую сложную часть подъёма. Подъём от уровня озера занял 4,5 часа, причем подъём по гребням, окружающим озера, был почти обрывистым. С вершины открылись две другие вершины, расположенные примерно в 1 и 4 милях соответственно, на 50 и 100 футов выше той, на которую они поднимались. Ещё одна вершина, расположенная примерно в 20 милях от них, с магнитным показанием 540, вероятно, была самой высокой. Вершина, на которую они поднялись, была самой заметной на юго-западном конце горы, и местные жители называли её «оригинальной» Джебель Марра. Из-за ограничений анероидного барометра, который мог регистрировать высоту только до 5000 футов, Хоббс не смог определить высоту достигнутой им вершины. Однако на глаз он определил, что вершина находится на высоте не менее 2000 футов над озёрами, что означает, что она находится на высоте около 6800 футов над уровнем моря.

## Геология
Джебель-Марра, потухший вулканический массив позднетретичного периода с высотой пика 3042 метра, простирается с севера на юг примерно на 55 миль, расширяется до 40 миль и продолжается на север ещё на 60 миль. Холмы Тагабо и плато Мейдоб, расположенные к северо-востоку от хребта, предположительно имеют вулканическое происхождение. Плато покоится на архейских породах на поднятии между бассейнами Чада и Среднего Нила и простирается на запад до границы с Суданом, образуя волнистый полуостров, называемый комплексом фундамента, с высотами от 1100 метров на востоке до 600 метров на западе. Отдельные холмы и гряды, такие как 1413-метровый массив Тебелла, возможно, остатки более древней эрозионной поверхности, усеивают полуостров.
К юго-востоку и югу от Джебель-Марры плато сохраняет высоту 600—700 метров, обнаруживая архейские породы под песчано-глинистыми отложениями на расстоянии от 15 до 70 миль от основания горы. Аналогичные особенности наблюдаются и на западе, включая небольшие плато и инсельберги, такие как холмы Дагу и Геннунг на высоте 1200 метров. В восточных и северных районах Залингея преобладают кислые кристаллические сланцы и гнейсы, в то время как западные районы состоят в основном из парасланцев, кальциево-силикатных гнейсов и других горных образований.
К югу от массива Тебелла бассейн Вади Дебарей представляет собой клинальную впадину, интрудированную и занятую листоватым нефольгированным гранитом. Геологи из Геологической службы Судана недавно провели работы в окрестностях Эль-Фашера и Ньялы, но их результаты ещё не опубликованы. Джебель-Ньяла, Дагу-Джебелы и холмы Вана демонстрируют гранитные и гнейсовые составы, в то время как в районах между Эль-Фашером и Ньялой преобладают кварцевые породы.
Примерно в 100 милях к востоку от Джебель-Марры архейские породы покрыты нубийскими песчаниками, причем в районе Эль-Генейна есть свидетельства их распространения на запад. Недавние геологические исследования свидетельствуют об обширном присутствии нубийских песчаников к юго-западу от Эль-Фашера под песками, переносимыми ветром, что опровергает прежние представления. Известняк возле Залингея, полученный из кальциевых вод источников, является единственным зарегистрированным осадочным отложением в пределах архейского обнажения.
Эндрю (1948) предполагает, что вулканическая деятельность в Джебель-Марре началась в верхнем третичном периоде (миоцен). Кратер Дериба, который считается недавней кульминацией, имеет диаметр более 3 миль и содержит два озера с ярко выраженными солеными характеристиками. Лавовые пики окружают кратер, один из которых может быть самой высокой точкой в хребте. Вулканическая история показывает периоды непрерывного извержения лавы, эрозии и взрывных событий, которые сформировали существующий большой кратер. Вышележащие вулканические районы и интрузивная фаза, представленная дайками вблизи Кутума, остаются темами для дальнейшего изучения.
Регион характеризуется широким распространением поверхностных отложений флювиального и эолового происхождения, а вади 'Азум и его притоки демонстрируют широкие русла и террасы. Реки, текущие в восточном и юго-восточном направлениях, имеют песчаные русла, которые переходят в ил в пределах 30-50 миль от своих истоков. Большая иловая или глинистая равнина к северо-востоку от Кутума считается плейа, а бывший эрг, кёз, сохранил дюнный рельеф, обездвиженный преобладающей саванной. В. Ибра передает речной сток к югу от Джебель-Марры, а Коз-Данго продолжает продолжение эрга, не имея западного аналога на вулканическом нагорье.
В целом, геологические и топографические особенности Джебель-Марры включают в себя вулканическое происхождение, разнообразный состав горных пород, осадочные отложения и историю вулканической активности. Продолжающиеся геологические исследования и необходимость дальнейших изысканий подчеркивают сложную природу этого региона.

Кратер в Джебель Марра
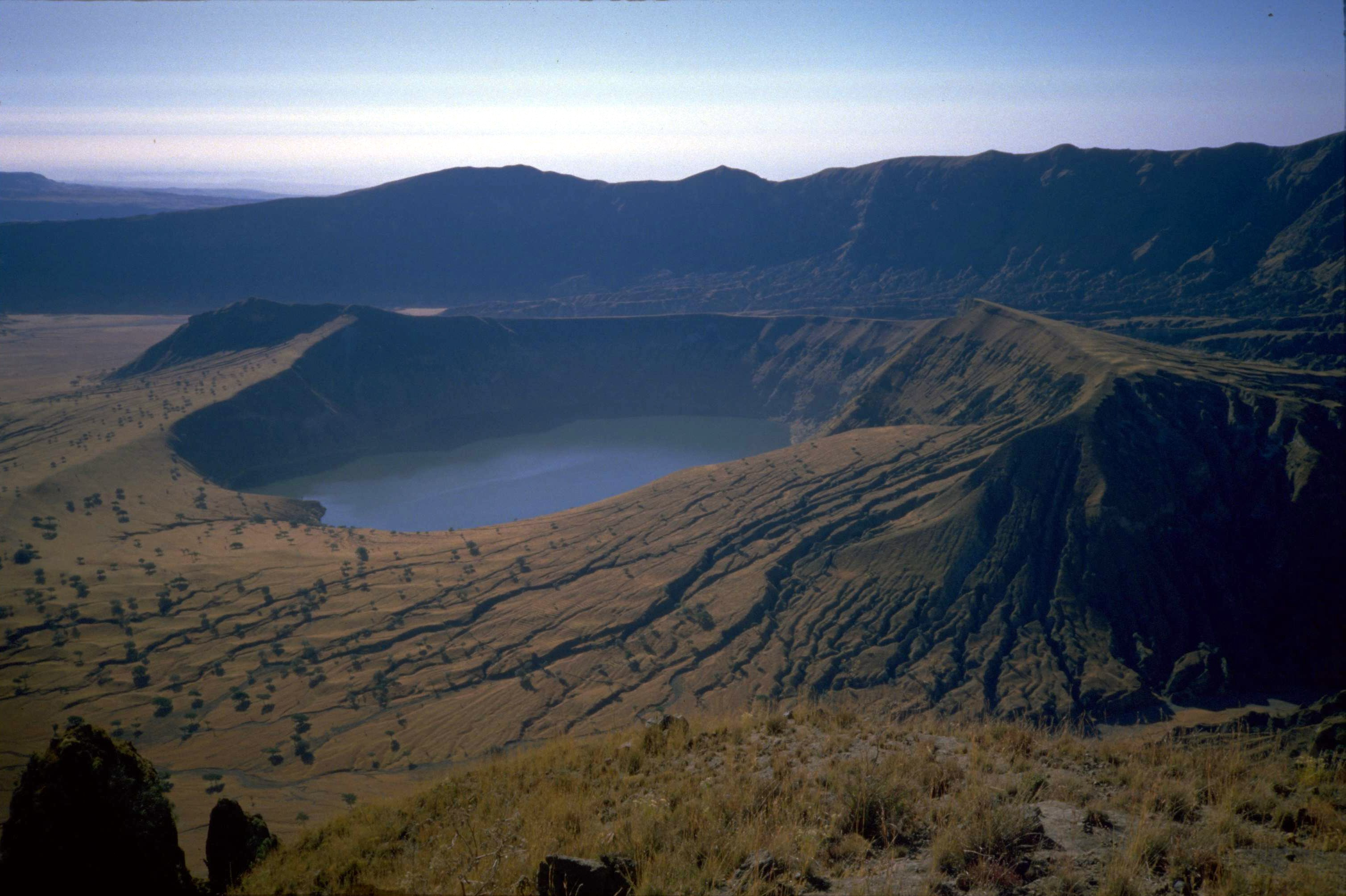
Кратеры и кальдера
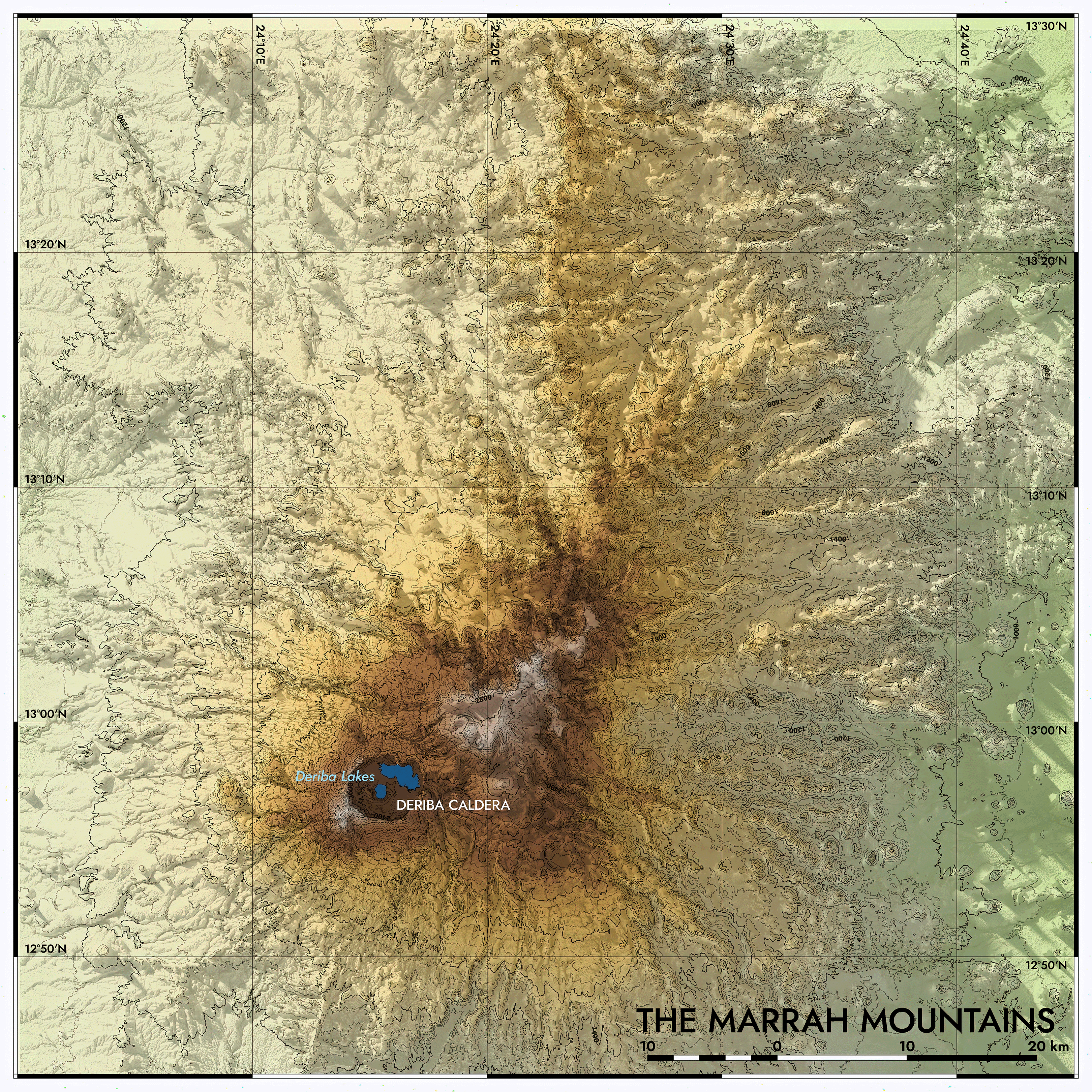
Топографическая карта гор Марра
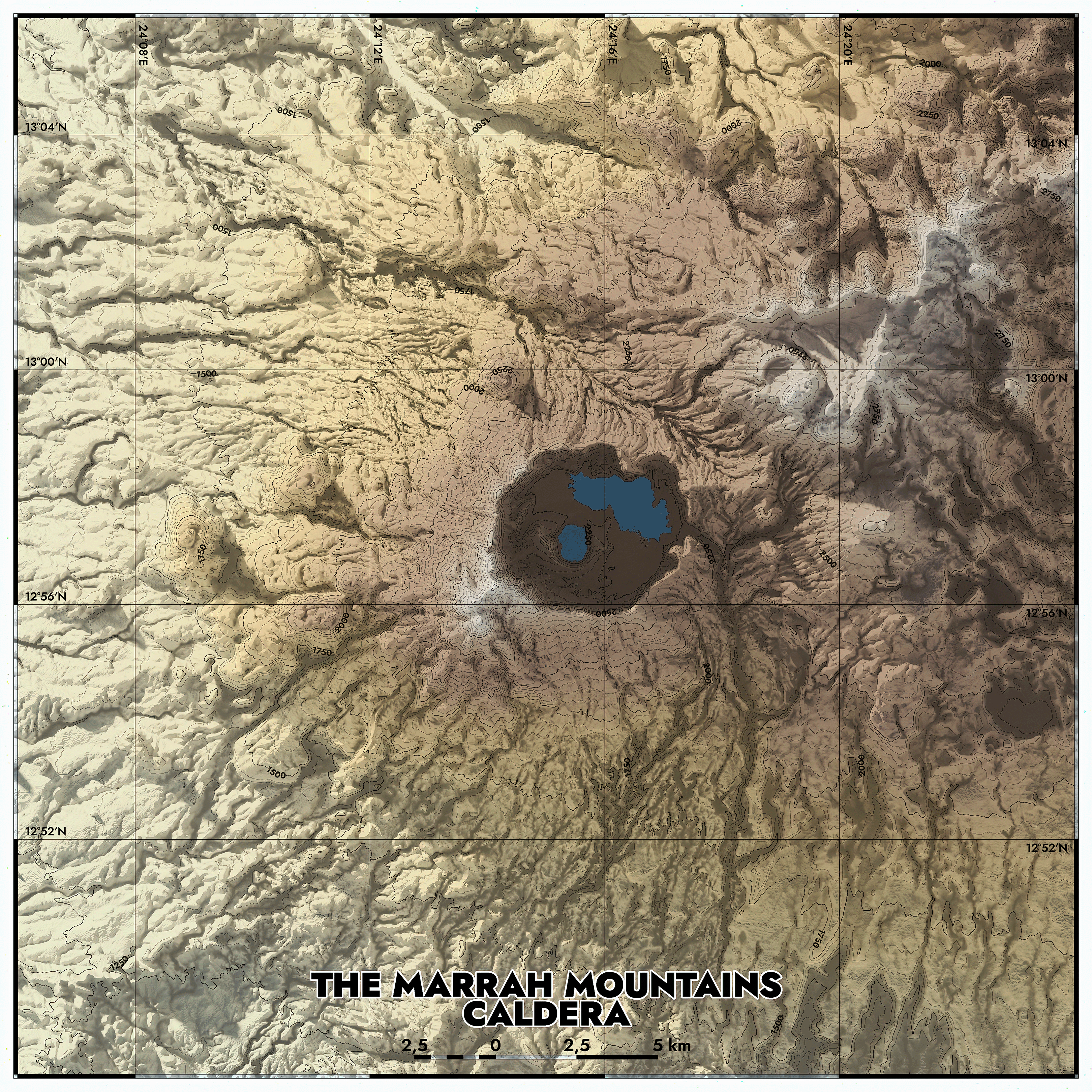
Детали кальдеры Марра